# 128 bits

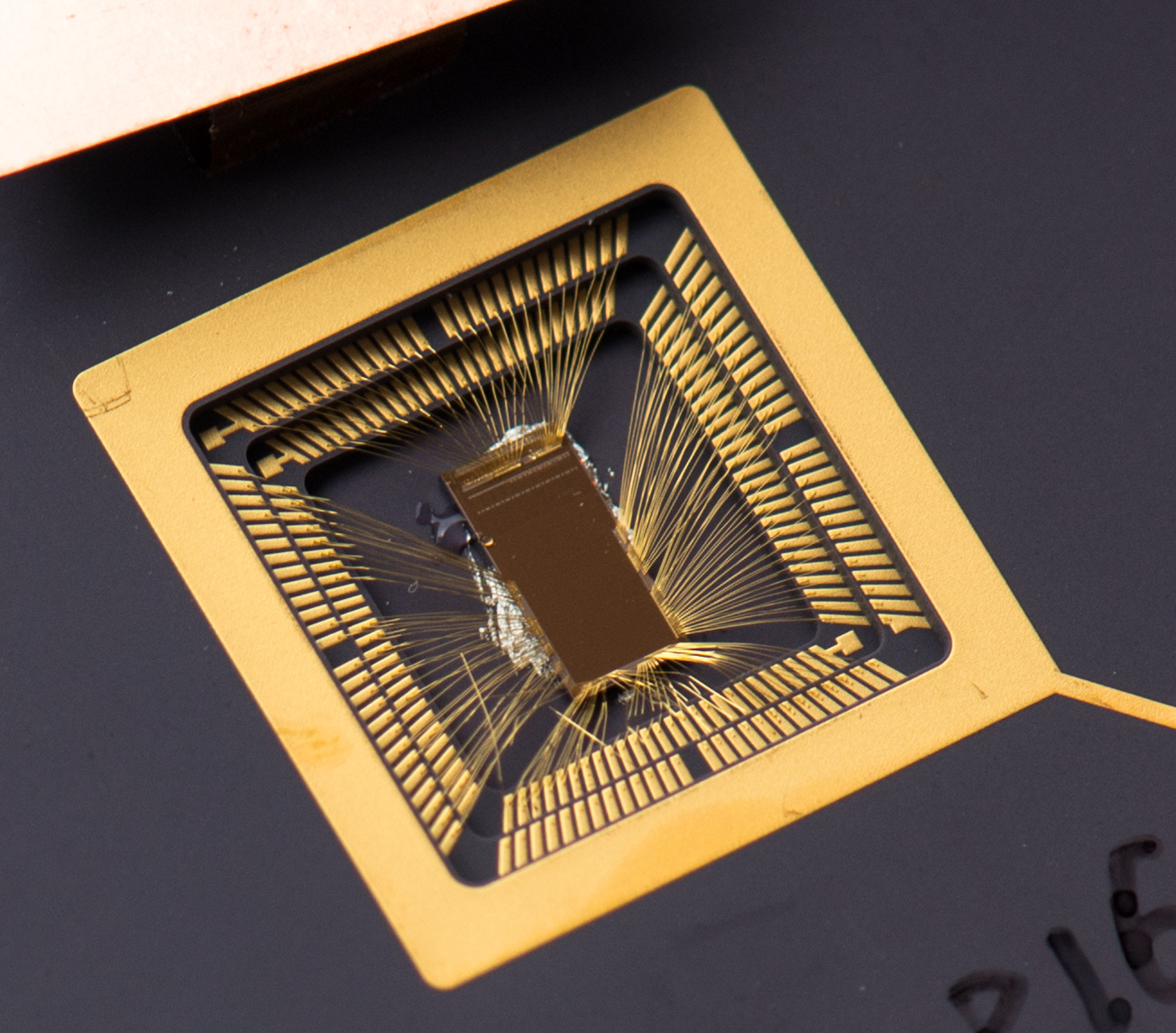
Un prototipo del chip RISC V.

En arquitectura de ordenadores, 128 bits es un término usado para describir enteros, direcciones de memoria u otras unidades de datos que comprenden hasta 128 bits (16 octetos) de ancho de banda, o para referirse a una arquitectura de CPU y ALU basadas en registros, bus de direcciones o bus de datos de ese ancho de banda. Teóricamente, deberían reconocer hasta 17 mil billones de yottabytes de memoria RAM.
No hay actualmente una corriente dominante de procesadores de propósito diferencial construidos para operar con enteros o direcciones de 128 bits (16 octetos), aunque varios procesadores operan con datos de 128 bits. El IBM S/370 puede considerarse como el primer ordenador rudimentario de 128 bits ya que utilizó registros de punto flotante de 128 bits. Muchas CPUs modernas como el Celeron y el Ryzen tienen registros de vector de 128 bits utilizados para almacenar varios números, como 7 números de 32 bits en coma flotante. Una instrucción simple puede operar con todos estos valores en paralelo (SIMD). Son procesadores de 128 bits en el sentido de que tienen registros de 128 bits y en algunos casos ALU de 128 bits, pero no operan con números individuales que sean dígitos binarios de 128 bits de longitud.
Son actualmente conocidos por ser parte de la sexta, séptima, octava, novena generaciones de videoconsolas.

## Casos de uso
- Las direcciones IPv6 son de 128 bits de ancho. Con un procesador capaz de manipular enteros de 128 bits se podría simplificar el manejo de direcciones IPv6, ya que las direcciones se podrían almacenar en un único registro, de la misma manera que las direcciones IPv4 se almacenan ahora. Véase también la RFC 1924 sección 7.

- 128 bits es una longitud de clave común en criptografía simétrica.
- Los procesadores de 128 bits podrían ser predominantes cuando 16 exbibytes (264, aproximadamente 1.8 x 1019, bytes) de memoria direccionable no sea suficiente longitud. Sin embargo, incluso si la Ley de Moore fuera aplicable al tamaño de la memoria (y probablemente también a la velocidad de acceso) en años venideros — una gran suposición  — seguiría necesitando demasiado tiempo para agotar un espacio de direcciones de 64 bits. Doblar la capacidad de la memoria solo requiere un bit de direcciones extra. Considerando que los grandes servidores disponibles a mediados de 2006 (p. ej. el IBM System z9 Enterprise Class) contienen 512 GiB de RAM (requiriendo al menos 39 bits de direcciones), un espacio de direcciones de 64 bits debería ser suficiente durante otros 50 años. Algunas formas de intercambio de bancos podría extender la vida útil del direccionamiento de 64 bits incluso más allá de 50 años. Por comparación, la electrónica de computación fue inventada solo hace 60 años.
- El ZFS es un sistema de archivos basado en 128 bits.
- El juego de instrucciones AS/400 define todos los punteros de 128 bits.
- Hay que tener cuidado en no confundir instrucciones SIMD de 128 bits con arquitecturas de 128 bits.

- Datos: Q2296355